# Cova d'en Xoroi

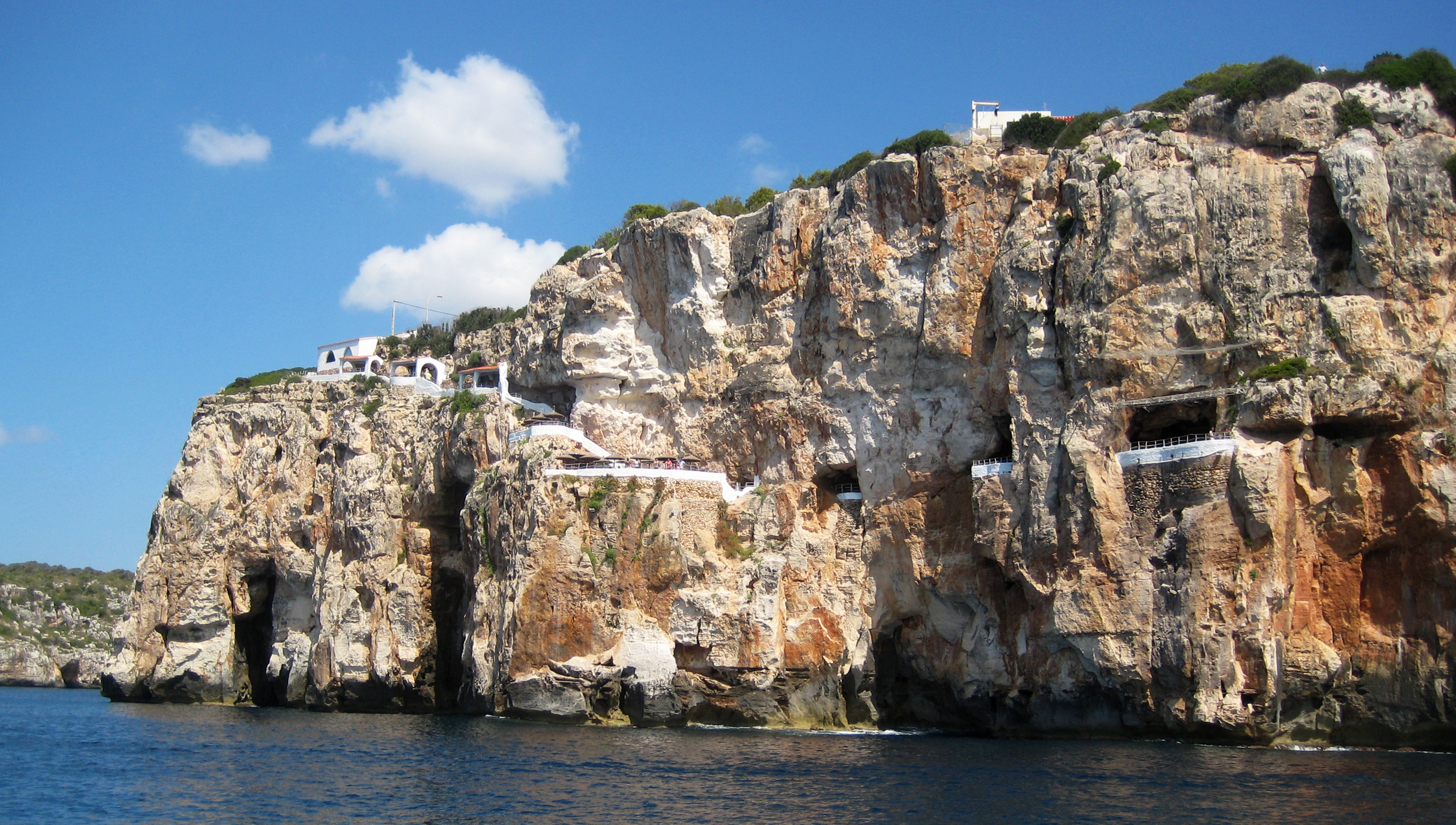
Cueva de Xoroi desde el mar

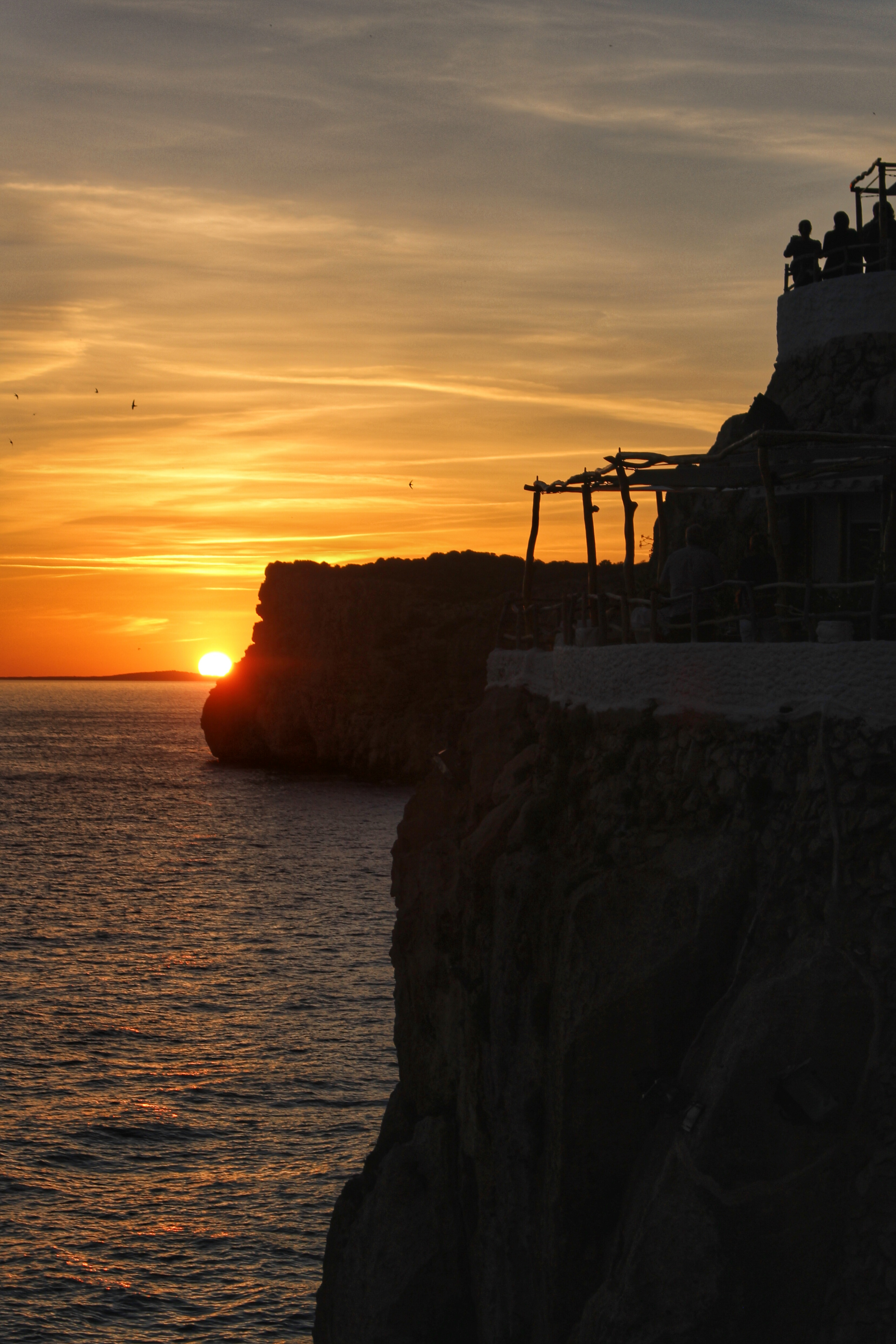
Puesta de sol desde la Cueva de Xoroi

La cueva de Xoroi (en menorquín cova d’en Xoroi) es una cueva natural situada en la isla Menorca, concretamente en la urbanización de cala en Porter, que forma parte del municipio de Alayor y que subsiste principalmente gracias al turismo. 
La cueva de Xoroi es actualmente un local habilitado como bar diurno, y como a discoteca nocturna. Es un gran reclamo turístico, ya que está localizado en un lugar muy especial, en la caída recta de un acantilado sobre el agua, en la costa sur de la isla. Tiene unas grandes ventanas naturales, aberturas en la roca que permiten ver una gran proporción del horizonte del Mediterráneo, puestas de sol y en días claros la isla de Mallorca.

## Leyenda
Lo que da a este lugar un carácter legendario es la historia con que se relaciona. En esta cueva natural no se han encontrado restos de vida prehistórica, pero sí que se ha construido una leyenda basada en los tiempos en que Menorca fue colonizada por los árabes. La leyenda explica que el "moro Xoroi" raptó una joven de Alayor a punto de casarse y se la llevó a la cueva. Pasaron meses y años, y un día de invierno, durante una nevada, sus huellas en la nieve permitieron seguir su rastro y un grupo de gente halló la cueva. Según la leyenda, encontraron que Xoroi y la joven habían tenido tres hijos. Al verse acorralados, Xoroi y su hijo mayor saltaron por el acantilado, y la mujer y sus otros dos hijos fueron llevados al pueblo de Alayor, en donde se dice que todavía viven sus descendientes.